# Hercegovina
Hercegovina (uttalas [hersegovi':na]) bosniska, kroatiska, serbiska: Hercegovina, serbiska kyrilliska: Херцеговина), är en region på Balkanhalvön, numera södra delen av staten Bosnien och Hercegovina. Det finns inga tydliga gränser mellan Bosnien och Hercegovina och det finns många allmänna uppfattningar om var Hercegovina slutar och Bosnien börjar. Ibland räknas även de mera nordliggande städerna Tomislavgrad och Livno till Hercegovina. Hercegovina har en kort kustremsa vid Adriatiska havet, på 26 km, vid staden Neum.

## Namn
Under den äldre medeltiden kallades området Zahumlje av den slaviska befolkningen. Senare förekom vanligast en förkortning vid Hum. Själva namnet Hercegovina betyder ungefär "hertigs land" eller "hertigdöme" och är en slavificering av det tyska ordet för hertig (herzog). Namnet härrör från den bosniska adelsmannen Stefan Vukčić Kosača som från år 1448 titulerade sig som "hertig (herzog) av sankt Sava, herre av Hum (Zahumlje) och Primorje, storhertig av konungariket Bosnien".

## Historia

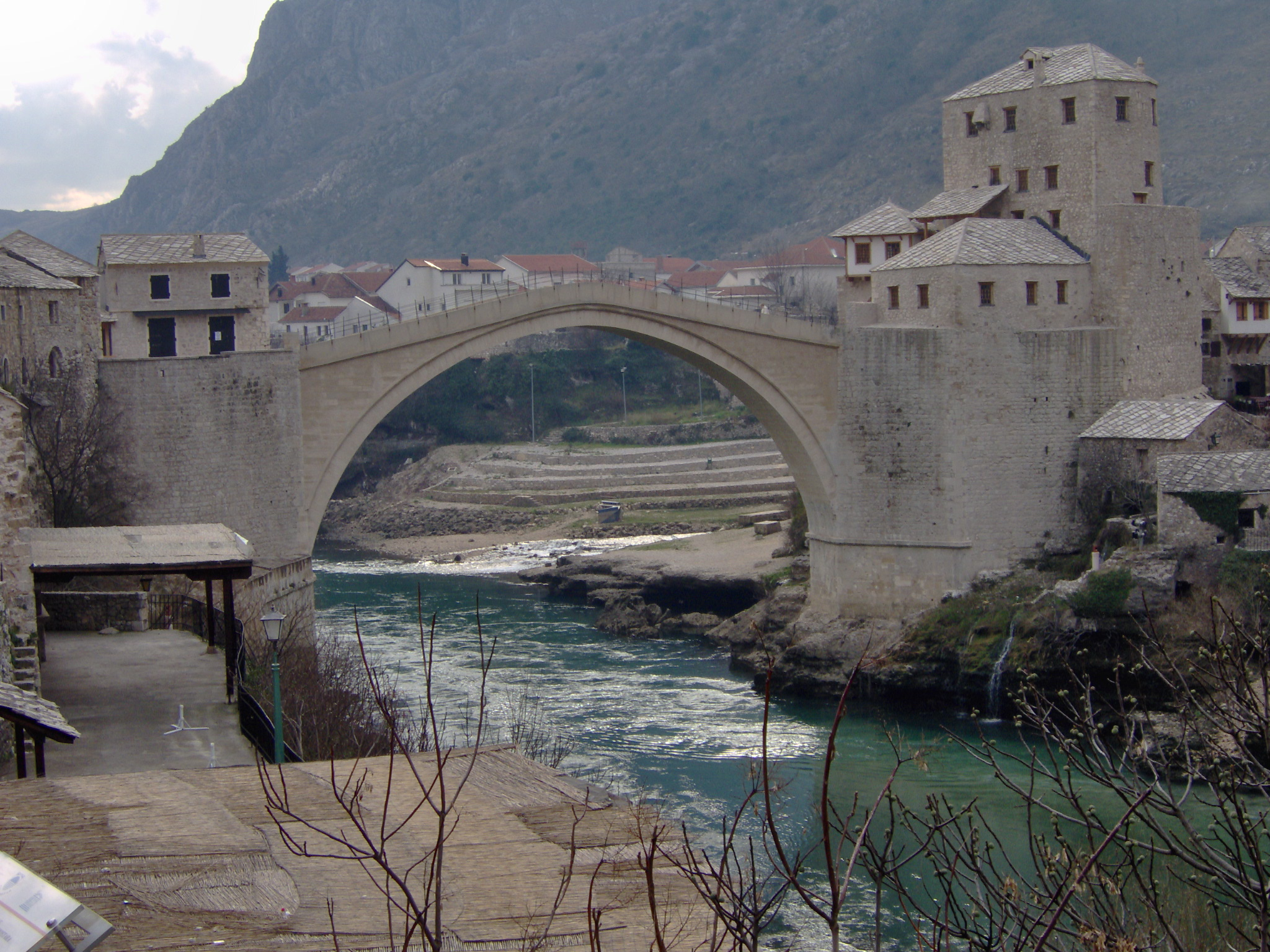
Stari most (Gamla bron) i Mostar.

Huvudartikel: Bosnien och Hercegovinas historia
Hercegovina var redan under äldre medeltid indelat i flera områden som var bebodda av serbiska och kroatiska stammar. Dessa områden ingick under olika tider först i det Bysanstinska riket och sedan i de medeltida kungarikena Kroatien och Raška (Serbien), även om de under långa tider var självstyrande. Den serbiska kungafamiljen av den berömda ätten Nemanjići styrde regionen från mitten av 1100-talet fram till 1320-talet. Efter 1320-talet kom områdena Zahumlje och Primorje att tillhöra konungariket Bosnien. Hercegovina erövrades 1482 av Osmanska riket och stannade i dess besittning i nära 400 år. 1832 tilldelades Hercegovina autonom status i förhållande till övriga Bosnien. Den osmanska sultanen ville genom detta tillfälligt splittra de upproriska bosnierna vars uppror under ledning av Husein-kapetan Gradaščević just hade slagits ned. Under 1800-talet skedde flera stora uppror av Hercegovinas alla tre folkgrupper mot den osmanska regimen. 1853 antogs det att regionen Hercegovinas namn skulle tilläggas med provinsen Bosniens. Även detta av politiska anledningar. Sedan dess har landet betecknats med sitt nuvarande namn Bosnien-Hercegovina.

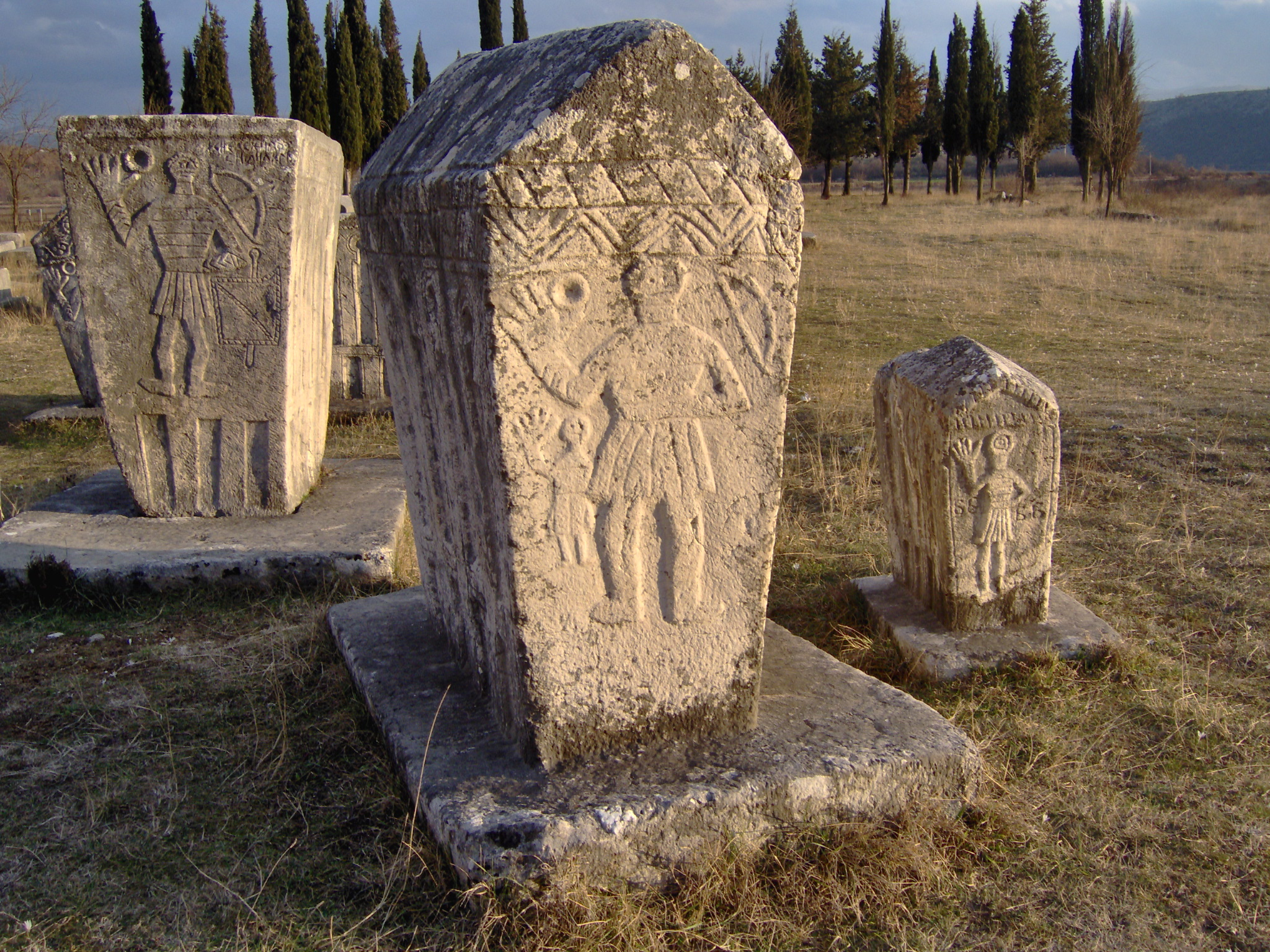
Medeltida bosniska gravstenar kallade stećci i Hercegovina.

Hercegovina ockuperades tillsammans med Bosnien och Sandžak av Österrike-Ungern 1878. Detta ledde till att bosniaker och serber gjorde gemensamma uppror mot ockupanterna som pågick fram till 1882. 1908 införlivades Bosnien-Hercegovina med Österrike-Ungern vilket ledde till stort missnöje, främst bland serberna. Efter första världskriget 1918 kom provinsen att tillhöra segermakten Serbien för att sedan ingå i den nybildade staten serbernas, kroaternas och slovenernas kungarike men som från och med 1929 kom att heta kungariket Jugoslavien. Under andra världskriget ockuperades Hercegovina av kroatiska Ustašastyrkor, italienska och tyska styrkor. Hercegovina var sedan en del av den Ustašastyrda marionettstaten Kroatien som existerade under andra världskriget. 1945 befriades området av Titos partisaner och ingick sedan i den Socialistiska Federationen Jugoslavien som tillsammans med Bosnien var en av de sex delrepublikerna.
1992 förklarade sig Bosnien-Hercegovina självstädigt från Jugoslavien och Hercegovina var även skådeplats för delar av Bosnienkriget som följde mellan de olika folkgrupperna.
Hercegovina är idag ingen politisk enhet, utan är delat mellan entiteterna Federationen Bosnien och Hercegovina och Republika Srpska inom staten Bosnien-Hercegovina.

## Demografi
Enligt 1991 års folkräkning hade Hercegovina 437 000 invånare. Av dessa var 206 457 kroater, 112 948 bosniaker, 93 047 serber, 18 494 jugoslaver och 6 149 övriga.
Som ett resultat av de jugoslaviska krigen är den etniska uppdelningen inom Hercegovina tydlig. I västra delen av Hercegovina bor en nästan uteslutande majoritet av kroater, i den östra delen bor en nästan uteslutande majoritet av serber och längs floden Neretva finns en bosniakisk befolkning, särskilt i städerna Konjic och Jablanica.

## Städer
Den största staden i Hercegovina är Mostar som hade 127 000 invånare 2005 och anses även som dess huvudstad. Andra större städer är Trebinje, Konjic, Široki Brijeg, Foča, Čapljina och Stolac.

## Geografi
Hercegovina har yta på omkring 10 000 km². Terrängen är mestadels mycket kuperad, bortsett från floden Neretvas dalgång i centrala Hercegovina. Neretva är med sina 203 kilometer Hercegovinas längsta flod. Näst längst är Trebišnjica med 96,5 kilometer. Hercegovina har en small kustremsa vid Adriatiska havet vid stranden Neum.
Hercegovinas högsta berg är:
- Volujak 2 294 m ö.h.
- Čvrsnica 2 228 m
- Prenj 2 155 m
- Midena 2 122 m
- Plasa 2 116 m
- Vran 2 074 m